# Гірничорудна промисловість України
Гірничору́дна промисловість України забезпечує чорну металургію вихідною сировиною і насамперед залізною рудою. Чорна металургія є базовою галуззю господарства України: на підприємствах, на яких використовуються чорні метали, утворюється до 50 % національного доходу.

## Балансові запаси залізних руд України
Балансові запаси залізних руд України оцінюються в 32,9 млрд т, у тому числі розвіданих за категоріями А+В+С1 — в 28,3 млрд т (86,0 %) і заздалегідь оцінених (категорії С2) — в 4,6 млрд т (14,0 %). Основні ресурси їх зосереджені в Криворізькому (67,2 %) і Кременчуцькому (14,6 %) басейнах. На частку Білозерського, Приазовського і Керченського залізорудних районів припадає 18,2 %. Балансові запаси родовищ природно багатих залізних руд України становлять 1937,0 млн т, у тому числі розвіданих за категоріями А+В+С1) — 1464,0 млн т (75,6 %). Підготовлені для промислового освоєння запаси цих руд забезпечують роботу шахт від 23 до 83 ро-ків, у тому числі до запроєктованих глибин розробки — від 6 до 46 років.
Розвідані і підготовлені для промислового видобутку підземним способом у полях діючих шахт Кривбасу запаси магнетитових кварцитів — 2603.6 млн т, у тому числі за категоріями А+В+С1) — 2060.2 млн т (73,5 %).
Забезпеченість шахт цією сировиною коливається від 71 до 251 років, у тому числі в першочергових експлуатаційних поверхах — від 10 до 65 років. Балансові запаси залізистих кварцитів відкритого способу розробки становлять 14890,5 млн т, у тому числі категорій А+В+С1) — 13817,6 млн т (92,8 %), з них неокиснених кварцитів 12196,793 млн т 4 окиснених — 1620,774 млн т.
Гірничозбагачувальні комбінати забезпечені залізорудною сировиною від 59 років (ІнГЗК) до 117 років (ЦГЗК), у тому числі в проєктних контурах кар'єрів — від З0 до 50 років. Масова частка заліза в концентраті ГЗК України у 1990—1999 роках була в межах 63,0-66,0 %, за кордоном у цей самий період — 66-68 %.

## Сучасний стан підгалузі
У зв'язку з кризовими явищами в економіці України в останнє десятиліття XX століття різко погіршився стан справ на залізорудних підприємствах, що спричинило скорочення обсягів виробництва. За період 1990—1997 років виробничі потужності знизились на 40-50 %, а на ПівнГЗК — на 70 %. Однією із основних причин скорочення виробництва на ГЗК є катастрофічно наростаюча заборгованість по розкривних роботах у кар'єрах. Річний обсяг виймання порід розкриття за період, що розглядається, знизився в 6-8 разів. За станом на 1 січня 1998 року загальна заборгованість по вийманню розкривних порід на кар'єрах Кривбасу склала близько 328,4 млн м³. Для ліквідації цієї заборгованості потрібно 8-12 років часу і близько 120—130 млн дол. США. Довжина рудних фронтів на кар'єрах зменшилась в 15—27 разів.

### Характеристика діяльності основних ГЗК Кривбасу за період 1998-2010 рр.

Характеристика діяльності основних ГЗК Кривбасу за період 1998-2010 рр.